# Gebogen zee-engel
De gebogen zee-engel (Squatina guggenheim) is een vis uit de familie van zee-engelen (Squatinidae), superorde van haaien.

## Naam
Over de naam van deze soort bestaat geen overeenstemming. De soort is in het verleden verward met Squatina occulta en Squatina punctata. De IUCN noemt deze vis gestekelde zee-engel (spiny angelshark) en reserveert de naam gebogen zee-engel (angular angelshark) voor Squatina punctata.

## Beschrijving
Deze haai kan een lengte bereiken van 130 centimeter.

## Leefomgeving
De gebogen zee-engel is een bodembewonende zoutwatervis. De vis komt voor op een diepte van 4 tot 360 meter op het continentaal plat in het zuidwestelijk deel van de Atlantische Oceaan voor de kust van Brazilië tot aan Noord-Argentinië (zie kaartje).

## Relatie tot de mens
De gebogen zee-engel wordt bedreigd door de bodemsleepnetvisserij aan de kust van Zuid-Brazilië en Argentinië. Uit visserijstatistieken bleek dat de vangst van zee-engelen in dit gebied met 85% is afgenomen tussen 1984 en 2002 (10% per jaar). Deze haaiensoort staat als bedreigde diersoort op de Rode Lijst van de IUCN.